# قنطريون مبقع
القنطريون المبقع واسمه العلمي (باللاتينية: Centaurea maculosa) نوع نباتي ينتمي إلى جنس القنطريون من الفصيلة النجمية.
موطنه شرق أوروبا. أدخل إلى أمريكا الشمالية حيث ينتشر كحشيشة.